# Ivan Chtcheglov
Ivan Chtcheglov (ryska: Ива́н Влади́мирович Щегло́в, Ivan Vladimirovitj Sjtjeglov), med författarnamnet Gilles Ivain, född 16 januari 1933 i Paris, död 21 april 1998, var en fransk politisk teoretiker, aktivist och poet. Han hade ryska föräldrar.
Ivan Chtcheglov skrev Formulaire pour un urbanisme nouveau (Formula för den nya staden), vid 19 års ålder under pseudonymen Gilles Ivain, en essä som inspirerade Lettristiska Internationalen och Situationistiska Internationalen. Artikeln, som oförskräckt utlovar att ”Var och en kommer att få sin egen katedral” var i sin tur inspirerad av bland annat Charles Fourier och Ray Bradbury.
Ivan Chtcheglov utvecklade, tillsammans med vännen Guy Debord och andra i Pariskvarteret Saint-Germain-des-Prés, den psykogeografiska undersökningen (derivé), en sorts intuitiv stadsvandring som utforskade stadens känslomässiga påverkan. Ivan Chtcheglov försökte dekonstruera Eiffeltornet, arresterades och placerades på ett mentalsjukhus där han stannade i fem år.

## Citat
| ”                                             | Stjärnorna och regnet kan ses genom glastak. Det rörliga huset vänder sig mot solen som en blomma. Dess skjutväggar låter vegetationen invadera livet. Monterat på räls kan huset ta sig ner till havet på morgonen och återvända till skogen på kvällen | „ |
| – Ivan Chtcheglov, Formula för den nya staden | |   |